# 박윤호 (천문학자)
박윤호(?~)는 대한민국의 천문학자이다.
소행성체 센터로부터 2000년과 2001년 사이에 94400 홍대용과 106817 유방택 두 소행성을 발견한 공로를 인정 받았다.